# John Craven (cầu thủ bóng đá)
John Roland Craven (15 tháng 5 năm 1947 – 14 tháng 12 năm 1996) là một cầu thủ bóng đá người Anh. Ông bắt đầu sự nghiệp ở vị trí hậu vệ, nhưng thỉnh thoảng thi đấu ở vị trí tiền đạo trung tâm. Ông cũng từng có thời gian thi đấu ở Hoa Kỳ.

## Cái chết
Craven mất vì bệnh tim ở Orange, California năm 1996.